# حسین‌آباد یاراحمدی
حسین‌آباد یاراحمدی، روستایی از توابع بخش مرکزی شهرستان رودبار جنوب در استان کرمان ایران است.
روستای حسین‌آباد یاراحمدی در دهه ۲۰ شمسی توسط حسین خان یاراحمدی شمبوئی، زعیم ایل شمبوئی و طوایف وابسته؛ آباد شده است و از این جهت به این نام معروف است. یاراحمدی‌ها تیره‌ای از ایل شمبوئی و از نوادگان سلطان یار احمدخان حاکم رودبار در عصر قاجار می‌باشند. ایل شمبوئی از جمله ایل‌های بزرگ و ریشه دار قوم بلوچ در منطقه رودبار می‌باشند که قریب به چهارصد سال است در این منطقه ساکن هستند و نسب آنان به بلوچ‌های میرجاوه می‌‌رسد

## جمعیت
این روستا در دهستان نهضت‌آباد قرار دارد و براساس سرشماری مرکز آمار ایران در سال ۱۳۸۵، جمعیت آن ۱۴ نفر (۴خانوار) بوده‌است.